# Soddo (woreda)
Pour les articles homonymes, voir Soddo et Bui.
Soddo (ou Sodo) est un woreda du centre-sud de l'Éthiopie. Ce district a 134 683 habitants en 2007 et son chef-lieu est Bui. Son territoire se réduit au début des années 2020 du fait du détachement du woreda Debub Soddo et de la ville-woreda de Bui. Tous trois se rattachent en 2023 à la zone Est Gurage de la région Éthiopie du Centre.

## Situation
Bordé de toutes parts par la région Oromia excepté au sud où il est bordé par le woreda Meskan jusqu'à la fin des années 2010, Soddo occupe le nord de la nouvelle zone Est Gurage dans la région Éthiopie du Centre après avoir longtemps formé la pointe nord-est de la zone Gurage de la région des nations, nationalités et peuples du Sud.
| Kersana Malima « Kondaltiti » |        | Sodo Daci |
| Seden Sodo                    | Soddo  | Dugda     |
|                               | Meskan |           |

Ses principales agglomérations s'alignent sur la route Butajira-Addis-Abeba. Ce sont Kela à 21 km au nord de Butajira, Bui 10 km plus loin, Suten à 13 km de plus, puis Tiya.
Tiya et son célèbre site archéologique se trouvent juste à l'intérieur de la limite régionale, à une cinquantaine de kilomètres de Butajira et une centaine de kilomètres d'Addis-Abeba.
Le district fait partie du bassin versant du lac Ziway par la rivière Meki.[à vérifier]

## Population
Le recensement national de 2007 fait état pour ce district d'une population de 134 683 habitants dont 10 % de citadins.
La principale agglomération est Buei (ou Bui) avec 6 966 habitants en 2007 tandis qu'il y a 3 519 habitants à Kela, 1 937 à Tiya et 1 298 à Suten à la même date.
La plupart des habitants (93 %) sont orthodoxes, 3 % sont musulmans et 3 % sont protestants.
En 2022, la population est estimée sur le même périmètre à 194 253 personnes avec une densité de population de 220 personnes par km2 et 882 km2 de superficie,.
Cependant, le territoire de Soddo se réduit à 554 km2 au début des années 2020 du fait du détachement de 277 km2 au bénéfice du woreda Debub Soddo et de 3,51 km2 au bénéfice de la ville de Bui qui acquiert également le statut de woreda,.